# Козма Презвитер
Село Козма Презвитер се налази у општини Омуртаг у Бугарској. Према подацима од 21.07.2005. године има 659 становника.